# Terra's Theme
Terra's Theme, conosciuto anche come Terra o Tina, è un brano della celebre colonna sonora del videogioco Final Fantasy VI. È il tema di Terra Branford, uno dei personaggi principali del gioco. Il brano è stato composto da Nobuo Uematsu, storico compositore e collaboratore ai giochi della serie. Terra's Theme è, insieme a Dancing Mad, il tema più popolare del gioco ed uno dei più amati dei videogiochi. Il brano ha subito numerosi remix da parte dei fan della serie e gruppi musicali.

## Apparizioni

### Final Fantasy VI
Terra's Theme è il tema udibile nell'Overworld, la mappa del mondo, dove il gruppo viaggia alla ricerca di villaggi, dungeon e altri luoghi. Essendo anche il tema principale del videogioco, è utilizzato come leitmotiv in altri brani della colonna sonora, come Omen, udibile durante la sequenza d'apertura, Awakening, altro brano spesso associato a Terra, Save the Espers!, udibile durante la battaglia nelle miniere di Narshe, contro Kefka Palazzo nel campo innevato per salvare l'Esper Valigarmanda e durante la fuga dall'Istituto di ricerca Magitek. È udibile anche in Balance is Restored, insieme al tema di tutti i personaggi.
Terra's Theme è la prima traccia del secondo disco di Final Fantasy VI Original Soundtrack e dell'album Kefka's Domain - The complete soundtrack from the Final Fantasy III video game.

### Altre apparizioni
Lightning Returns: Final Fantasy XIII:
È possibila udirla da alcuni musicisi di Yusnaan.
Final Fantasy XIV:
Il primo video di Final Fantasy XIV mostrava i celebri Magitek Armor (mezzi di trasporto e armi dell'Impero Gestahliano) dell'introduzione di Final Fantasy VI, con una ragazza dai capelli verdi accompagnata da due soldati in un campo innevato. Di sottofondo è udibile Terra's Theme.
Dissidia Final Fantasy:
Un arrangiamento di Terra's Theme di Takeharu Ishimoto compare in Dissidia Final Fantasy, durante i viaggi nella mappa del mondo durante il capitolo della ragazza. Quest'arrangiamento è la 26º traccia di Dissidia Final Fantasy Original Soundtrack, del primo disco. Compare anche in Dissidia 012 Final Fantasy e Theatrhythm Final Fantasy.

## Album
Final Fantasy VI Grand Finale: Il tema dell'introduzione del videogioco è incorporato in Terra dell'album musicale Final Fantasy VI Grand Finale.
Piano Collections: Final Fantasy VI: Un arrangiamento per pianoforte del celebre tema appare anche nell'album Piano Collections del rispettivo titolo della serie.

## Accoglienza
Terra's Theme è una delle canzoni più celebri della serie e del mondo dei videogiochi. Ha raggiunto le vette di numerose classifiche: è arrivata al quarto posto in quella del sito web Hardcore Gaming 101 delle migliori canzoni dei videogiochi, ottenendo 43 punti in totale, e battendo brani come Corridors of Time del videogioco Chrono Trigger, il tema principale di Metal Gear Solid e Dancing Mad. Ha raggiunto invece il decimo posto in quella di Rate Your Music. È stata nominata dal sito web IGN la miglior canzone della serie.